# エルブロンク
エルブロンク（波: Elbląg [ˈɛlblɔŋk] ( 音声ファイル)、独: Elbing、羅: Elbinga）は、ポーランド北部の港湾都市。ヴァルミア＝マズールィ県に属し、エルブロンク郡の郡都である。1975年まではグダンスク県の県都、1998年までエルブロンク県の県都であった。
市は、およそ10キロメートル北のヴィストゥラ潟へ注ぐエルブロンク川に面した港湾を持つ。こことバルト海の間にあるビスワ砂州の付け根に深さ運河がつくられ、2022年9月27日に開通記念式典が催され、エルブロンクへの航路の浚渫も行なわれている。かつては船舶がロシア連邦の飛び地領土カリーニングラード州が管轄する砂州北東部にある海峡（バルチースク水道）を経由しなければならなかったが、ロシア連邦による航行妨害が相次ぎ、ポーランド領海のみを経由する運河を開鑿した。

## 概要

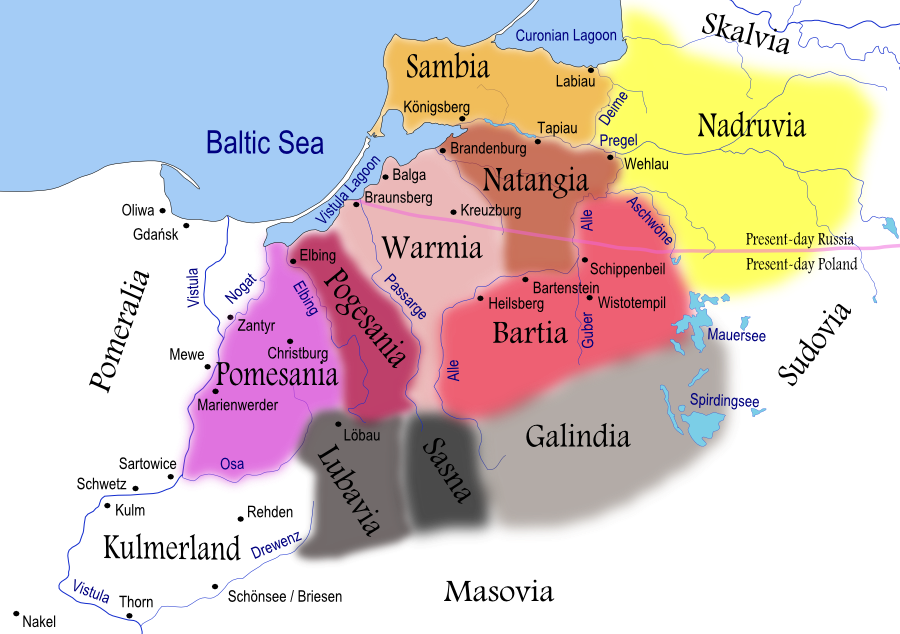
13世紀頃の、プルーセン人部族を色分けしたもの

初めてエルブロンクの前身であるイルフィング（Ilfing）がThe Voyages of Ohthere and Wulfstan（アルフレッド大王時代にアングロサクソン語で記述）に書かれた。これは、この地方を訪れたヴァイキングからの情報をもとにしていた。
中世ヨーロッパ、プルーセン人の定住地トルソはドルズノ湖に近接していた。現在のエルブロンクはプルーセン人の一部族ポゲサニア (Pogesania) の土地にあった。定住地は10世紀に焼け落ちた。ドイツ騎士団が地方を征服、そして住民たちはその過程で追い散らされた。騎士団は湖畔に城を築き、エルビング（Elbing）の町を築いた。ここに移り住んだのは、リューベック出身者がほとんどであった。現在の湖はさらに小さくなっており、もはや市に達しない。ドイツ騎士団の敗退と住民による城の破壊の後、1466年に市はポーランド王国の宗主権のもとへ入った。1772年にはプロイセン王国、1871年にはドイツ帝国の一部であった。
第二次世界大戦（独ソ戦）でエルビングは壊滅的な被害を受け、戦争末期にはドイツ系のエルビング住民がドイツ人追放によって市を追われた。1945年にポーランドの一部となり、ポーランド人が人口の大半を占めるようになった。旧市街の復元は1989年から本格的に始まった。2006年時点で街並みの75%がかつての姿を正確に取り戻しており、現在も復元が続けられている。

## 地理
旧市街（ポーランド語: Stare Miasto）は、ドルズノ湖からヴィストゥラ潟へとつながるエルブロンク川岸にあり、潟からおよそ10キロメートル、グダンスクからおよそ80キロメートルである。市は、第二次世界大戦末期にその65％が壊滅的な被害を受けた。残存していた多くの建物は、戦争で破壊されたグダンスクやワルシャワを再建するための煉瓦として共産主義者によって持ちさられ、その後にほとんどが破壊された。市の新たな住民はすぐに市内部の再建に取りかかった。約2,000軒の建物がかつての建築様式を見習って再建し始めた。多くのケースで、同じ基礎、同じ壁、古い煉瓦を使用した。しかし、市の西岸部分は完全に一新された。
現在の市は、ドルズノ湖とエルブロンク湾（Zatoka Elbląska）の間の50％以上の距離を占めている。この湾はヴィストゥラ潟の入り江で、川の両側に伸びるが東側が特に深い。東部はエルブロンク高地（Wysoczyzna Elbląska）で、氷河の圧縮によって押し上げられたドームである。この円の直径は390平方キロメートル、標高の最高点は200メートルである。うねと公園となる緑地が出現している。
エルブロンクはヴィストゥラ・デルタ（Żuławy Wiślane）の西に伸びた平らな土地の上にある。このデルタ地帯はもっぱら農業が行われている。西には地平線へ伸びる平坦な土地が見え、一方で南には湿地とドルズノ湖の泥沢地がある。エルブロンク川は市を通過してさらに自然な状態で流れるが、他の場所では支流のある水路が管理されている。そのうちのひとつ、ヤギェウォンスキ水路（Kanał Jagieloński）はノガト川へ伸び、グダンスクへ航行するのが一般的である。エルブロンク運河（Kanał Elbląski）は、ドルヴェツァ川と人気の観光地であるイェジオラク湖を結ぶ。
エルブロンクには深い港湾がない。船舶の牽引でその水路を用いるが、法律により1.5メートル以上の大きさの船は航行不可となっている。エルブロンクの曲がり角は直径120メートル、水先案内人が大型船舶のために必要とされる 。大型船舶は機動不可能である。そのため、エルブロンクはグダンスクの付随的な港湾である。市の様相は3つの波止場の複合体、移動できるクレーン、そして鉄道である。その特色のひとつは重機である。

### 気候
| エルブロンク (1991–2020)の気候      | エルブロンク (1991–2020)の気候 | エルブロンク (1991–2020)の気候 | エルブロンク (1991–2020)の気候 | エルブロンク (1991–2020)の気候 | エルブロンク (1991–2020)の気候 | エルブロンク (1991–2020)の気候 | エルブロンク (1991–2020)の気候 | エルブロンク (1991–2020)の気候 | エルブロンク (1991–2020)の気候 | エルブロンク (1991–2020)の気候 | エルブロンク (1991–2020)の気候 | エルブロンク (1991–2020)の気候 | エルブロンク (1991–2020)の気候 |
| 月                                  | 1月                            | 2月                            | 3月                            | 4月                            | 5月                            | 6月                            | 7月                            | 8月                            | 9月                            | 10月                           | 11月                           | 12月                           | 年                             |
| ----------------------------------- | ------------------------------ | ------------------------------ | ------------------------------ | ------------------------------ | ------------------------------ | ------------------------------ | ------------------------------ | ------------------------------ | ------------------------------ | ------------------------------ | ------------------------------ | ------------------------------ | ------------------------------ |
| 最高気温記録 °C （°F）              | 12.9 (55.2)                    | 17.7 (63.9)                    | 22.4 (72.3)                    | 29.0 (84.2)                    | 32.0 (89.6)                    | 33.1 (91.6)                    | 36.5 (97.7)                    | 35.7 (96.3)                    | 30.6 (87.1)                    | 26.5 (79.7)                    | 18.1 (64.6)                    | 13.0 (55.4)                    | 36.5 (97.7)                    |
| 平均最高気温 °C （°F）              | 0.9 (33.6)                     | 2.2 (36)                       | 6.3 (43.3)                     | 12.9 (55.2)                    | 17.8 (64)                      | 20.8 (69.4)                    | 22.9 (73.2)                    | 23.0 (73.4)                    | 18.1 (64.6)                    | 12.1 (53.8)                    | 6.0 (42.8)                     | 2.2 (36)                       | 12.1 (53.78)                   |
| 日平均気温 °C （°F）                | −1.4 (29.5)                    | −0.5 (31.1)                    | 2.7 (36.9)                     | 8.2 (46.8)                     | 12.7 (54.9)                    | 15.9 (60.6)                    | 18.2 (64.8)                    | 18.0 (64.4)                    | 13.7 (56.7)                    | 8.6 (47.5)                     | 3.8 (38.8)                     | 0.2 (32.4)                     | 8.34 (47.03)                   |
| 平均最低気温 °C （°F）              | −3.6 (25.5)                    | −3.0 (26.6)                    | −0.5 (31.1)                    | 3.9 (39)                       | 8.1 (46.6)                     | 11.4 (52.5)                    | 13.9 (57)                      | 13.8 (56.8)                    | 10.0 (50)                      | 5.6 (42.1)                     | 1.7 (35.1)                     | −1.9 (28.6)                    | 4.95 (40.91)                   |
| 最低気温記録 °C （°F）              | −30.1 (−22.2)                  | −30.0 (−22)                    | −21.6 (−6.9)                   | −6.2 (20.8)                    | −3.5 (25.7)                    | −0.2 (31.6)                    | 4.4 (39.9)                     | 3.4 (38.1)                     | −1.7 (28.9)                    | −8.5 (16.7)                    | −16.9 (1.6)                    | −22.2 (−8)                     | −30.1 (−22.2)                  |
| 降水量 mm （inch）                  | 47.4 (1.866)                   | 37.7 (1.484)                   | 40.8 (1.606)                   | 37.0 (1.457)                   | 58.6 (2.307)                   | 70.2 (2.764)                   | 87.1 (3.429)                   | 77.9 (3.067)                   | 73.9 (2.909)                   | 70.3 (2.768)                   | 57.8 (2.276)                   | 56.4 (2.22)                    | 715.1 (28.153)                 |
| 降雪量 cm （inch）                  | 223.0 (87.8)                   | 198.1 (77.99)                  | 94.7 (37.28)                   | 13.0 (5.12)                    | 0 (0)                          | 0 (0)                          | 0 (0)                          | 0 (0)                          | 0 (0)                          | 5.9 (2.32)                     | 37.1 (14.61)                   | 100.0 (39.37)                  | 671.8 (264.49)                 |
| 平均降雨日数                        | 10.9                           | 9.4                            | 9.2                            | 7.4                            | 9.6                            | 10.2                           | 10.0                           | 10.2                           | 9.8                            | 11.1                           | 10.1                           | 11.4                           | 119.3                          |
| 平均降雪日数                        | 19.5                           | 16.8                           | 8.1                            | 1.2                            | 0                              | 0                              | 0                              | 0                              | 0                              | 0.4                            | 4.9                            | 12.5                           | 63.4                           |
| % 湿度                              | 87.5                           | 84.2                           | 77.8                           | 70.2                           | 71.7                           | 74.8                           | 76.6                           | 76.1                           | 80.4                           | 84.5                           | 89.4                           | 89.7                           | 80.24                          |
| 平均月間日照時間                    | 40.4                           | 67.0                           | 128.6                          | 199.8                          | 257.0                          | 243.5                          | 246.7                          | 237.5                          | 164.8                          | 104.4                          | 44.0                           | 29.5                           | 1,763.2                        |
| 出典：Promedios y totales mensuales |                                |                                |                                |                                |                                |                                |                                |                                |                                |                                |                                |                                |                                |

## 市名

### 発祥
エルブロンク（Elbląg）は、ドイツ語のエルビング（Elbing）からの転訛とされる。砦を建てるためドイツ騎士団の補助を受け、1237年には川の隣に、騎士団によって町が作られた。砦建設の理由は、ドイツの北方十字軍騎士らが異教徒のプルーセン人と戦うにつれ、トルソに住むプルーセン人が騎士団が征服した地を再征服するのを退けるためであった。ドイツ人十字軍兵士らはプルーセン人らと対峙していた。砦は川にちなんで名付けられた。その語源も不明である。伝統的な語源のつながりのひとつに、ハルヴェコナエ (Helveconae) の名前がある。古代ギリシャとラテン語の文献に登場するゲルマン人が記載されている。しかし、語源学や砦の言葉を参考にしても、そのゲルマン人部族の名前である言葉の語源は、不明である。

### 歴史的な名前
初期の文献によるもの: Ilfing川 (890年), Castrum de Elbingo quod a nomine fluminis Elbingum appellavit (1237 — デュスブルクのペーター, ), in Elbingo (1239年), in Elbing (1242年), in Elbinge ... fluvium Elbinc (1246年, 特権授与), de Elbingo (1250年), in Elbyngo (1258年), vitra Elbingum (1263年), Elvingo (1293年), in Elbingo (1300年), in Elvingo (1389年), czum Elbinge (1392年), czu Elbing (1403年), Elwing (1410年), czum Elwinge (1412年), Elbing (1414年–1438年), Elbyang (1454年以前), Elbing (1508年), ku Elbiągowi (1634年), w Elblągu (1661年), w Elblągu (1661年).

## 歴史

### プルーセン人のトルソ

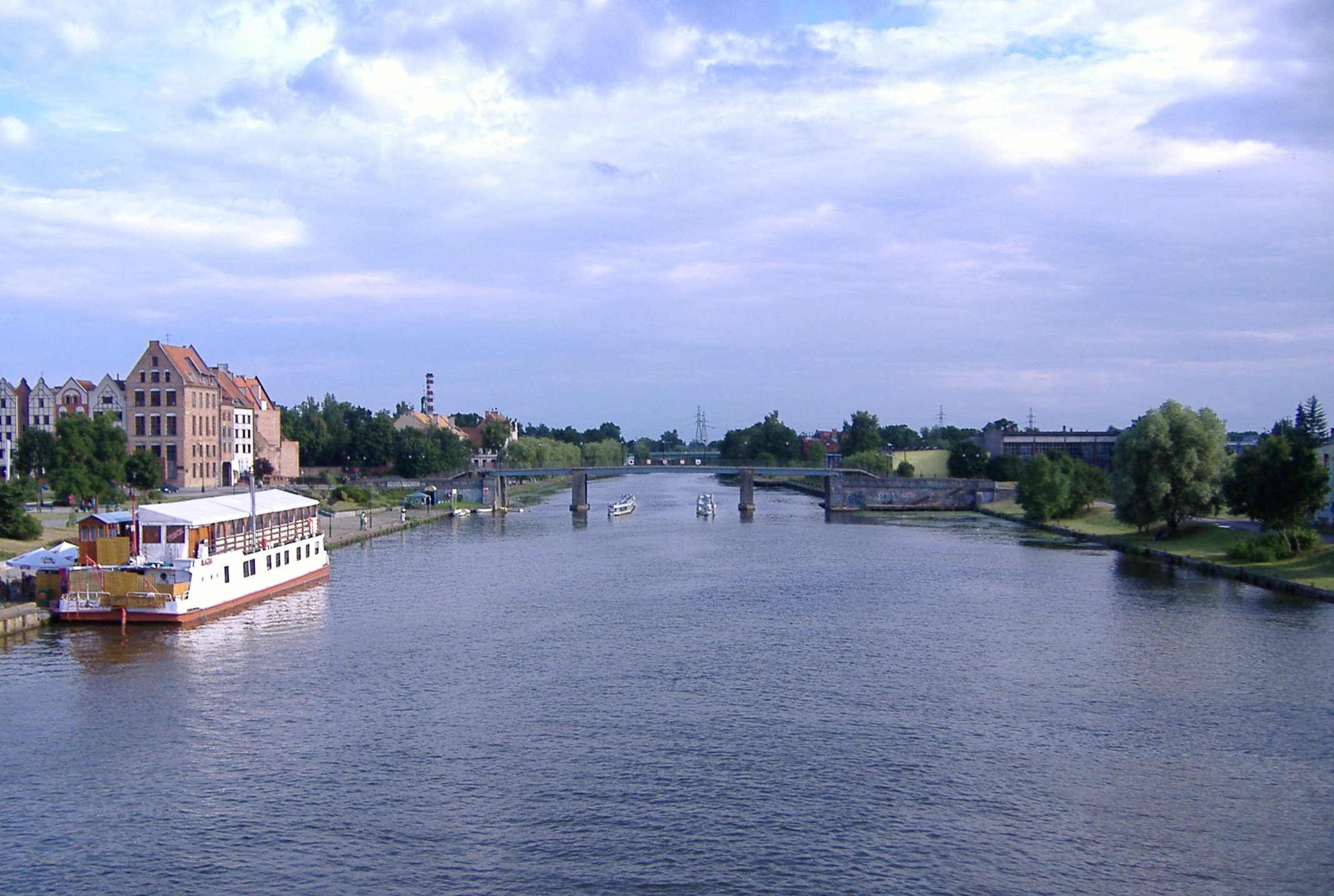
エルブロンク川

トルソ（Truso）の海港が初めて記述されたのは、アングロサクソン人の船乗りWulfstan of Hedebyによってであり、890年ごろのことである。彼はアルフレッド大王の命令でバルト海南岸を航海していた。トルソの実際の位置は長い間分からなかった。海岸は重大な変化が起こったからである。しかし、多くの歴史家らは、ドルズノ湖に面する現在のエルブロンクの近郊、もしくは内側に定住地があったことを確かめた。トルソはローマ帝国に既に知られる領域にあった。
ヴィストゥラ川湾に面する重要な海港で、北のビルカからゴトランド島とバルト海のヴィスビューへと辿る中世初期バルト海交易路の途上にあった。ここから、貿易商人は琥珀の道沿いにさらに南のカルヌントゥム（現在のウィーンとブラチスラヴァの間にあったローマ帝国の軍駐屯地）へと旅を続けた。古代の琥珀の道はさらに南西と南東の黒海へ向かい、すぐにアジア大陸へ渡った。東西貿易路はトルソを出発し、バルト海に沿ってユトランド半島、そして内陸からユトランド最大の貿易中心地ヘーゼビューへと向かった。トルソの主要な商品は琥珀や毛皮、奴隷であった。
1897年に考古学的発見が、1920年代にはトルソのものとされる出土品がグート・ハンスドルフで見つかった。広大な埋葬地もエルブロンクで見つかっている。工芸品はエルブロンク博物館に置かれた。近年のポーランドの出土品は、燃えた木材と灰と、多くの1,000年前の工芸品がおよそ20ヘクタールの地域から見つかっている。

### プロイセン十字軍

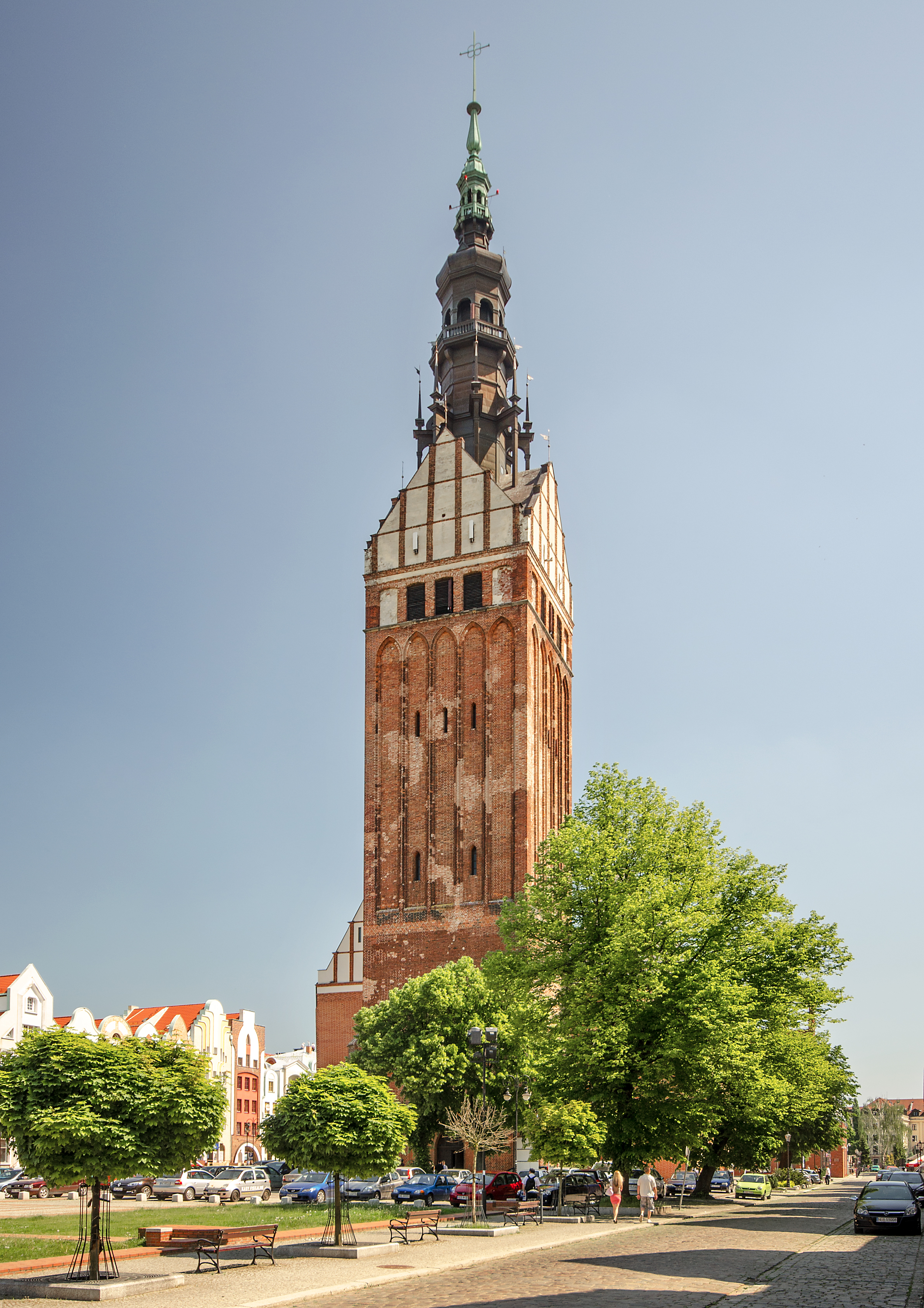
旧市街と聖ミコワヤ教会

プルーセンラント征服の試みは997年に始まった。ポーランド王ボレスワフ1世は、異教徒のプルーセン人の征服と彼らのキリスト教改宗のため、プラハのアダルベルトとともに兵士らを送り込んだ。彼らはバルト海沿岸にたどり着き、現在のグダンスク一帯でプルーセン人を改宗させ、海岸沿いにサムビア (Sambia) 、現在のロシア領カリーニングラード州と重なる）へ向かった。1209年に始まった幾多の十字軍は、マゾヴィア公コンラート1世マゾヴィエツキによって呼び集められた。コンラート1世は再びプルーセンの土地を我がものにしようとし、戦争を続けてプルーセン人の独立を失わせ、1217年と1218年にはローマ教皇ホノリウス3世は騎士団に対し十字軍へ参加するよう説教を始めた。プルーセン人らは、スラヴ系でマゾヴィア公国の南にいたり、幾度もポーランド君主から征服が試みられ戦ってきたポメラニア人と境を接していたが、どちらの部族も既にキリスト教に改宗していた。1223年に十字軍がやってきたが、プルーセン人に敗退した。彼らはヘウムノでポーランド軍を包囲した。ヘウムノには初代プロイセン司教オリヴァのクリスチャンがおり、彼はポメラニアとマゾヴィアを攻撃した。
1226年、コンラート1世はプルーセン征服のためにドイツ騎士団を召喚した。1230年から騎士団はヘウムノを獲得し、神聖ローマ帝国の威光の下で征服地を次々と騎士団領とし始めた。しかし、この占領は、幾度もプルーセンを占領しようとしてきたポーランド人からは拒まれた。ドイツ騎士団の策略はヴィストゥラ川とそのデルタ地帯を獲得したことで繰り下げられた。騎士団はプルーセンとグダンスクの間に防壁を築いた。次の命令は、トルソを含むポメサニア (Pomesania) 、プルーセン人の部族のひとつ）征服であった。
プルーセンラント年代記は、エルブロンク建設直前のドルズノ湖に近接した地での対立を書き残している。
トルソは、プルーセン十字軍の間に突然砦とエルブロンクの町に替わって、消え失せたりしなかった。トルソは既に10世紀に焼失していた。トルソの住民はその周辺地方へと拡散した。

### エルブロンク建設

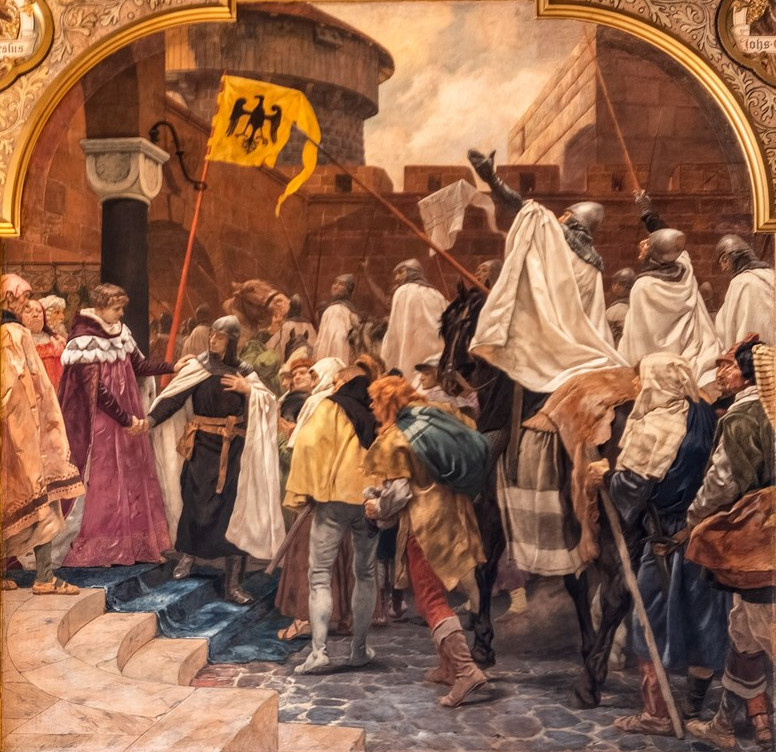
ドイツ騎士団のプロイセン征服を許可する神聖ローマ皇帝フリードリヒ2世

プルーセンラント年代記は、エルビング（エルブロンクのドイツ語名）がドイツ騎士団のプロイセンおよびリヴォニア方面団長ヘルマン・バルク (Hermann Balk) によって建設されたと言及している。マイセン辺境伯ハインリヒ3世の支援を受けてピルゲリム号とフリードラント号という2つの船を建造後、ドイツ騎士団はその船を使ってヴィストゥラ潟とヴィストゥラ出州に住むプルーセン人を一掃した。
明らかに、川は騎士たちが掃討を完了したポメサニア人の勢力内の中にあった。しかし、湾はポゲサニア人の勢力内であった。
どちらの土地への上陸も、船から指揮された野心的な作戦であった。年代記は、船が何年も使われ、最後はドルセン湖に沈められたと述べている。1238年、ドミニコ会が授けられた土地に修道院を建設するために招かれた。ポメサニアは固く守られなかったが、1240年から1242年にかけドミニコ会は、現在考古学者たちによりトルソが存在した場所と信じられている定住地南側にレンガ建ての城を建設し始めた。エルビングの最初の産業はトルソの最初の産業と同じであると重要視して差し支えない。琥珀と骨の製品化は輸出用の工芸であった。1243年、ローマ教皇特使ヴィルヘルム・フォン・モデナはポメサニア司教座や他3つの司教座を創設した。これらは当初は想像上の建造物に過ぎなかったが、時の流れにより同世紀のうちに現実のものとなった。
しかし、エルビングの建設によってこの地方のプルーセン人の物語が終焉を迎えたわけではないとされる。1825年、バルト語系のプルーセン語の語彙のリストを写した写本が、商人の家から出た複数の写本の中から見つかった。後にこの写本は「エルビング＝プルーセン語辞典」（ドイツ語: Elbing-Preußisches Wörterbuch）、またはさらに平易に「エルビング語彙集」（英語: Elbing Vocabulary）と呼ばれた。この辞典は一言語として802の言葉を含み、現在、ドイツ語の初期の構成において同価値のあるポメサニア語と名付けられている。
語彙集が作られた経緯は不明のままである。現代の旅行用辞書と構成が似ているため、ドイツ語話者がプルーセン人と意思疎通をはかるために用いられていたと思われるが、詳細な事情は推測に過ぎない。写本はCodex Neumannianusとなった。辞典はエルビングでのイギリス空軍による爆撃で図書館が破壊されてから失われてしまったが、正確な複写がその前に作られていた。写本の日付はおよそ1400年代であると見積もられているが、それは複写されたものである。原本の来歴に関しては、それがポメサニア語で記されていたはずであるということを除けば、何の証拠も残されていない。

### ハンザ同盟都市

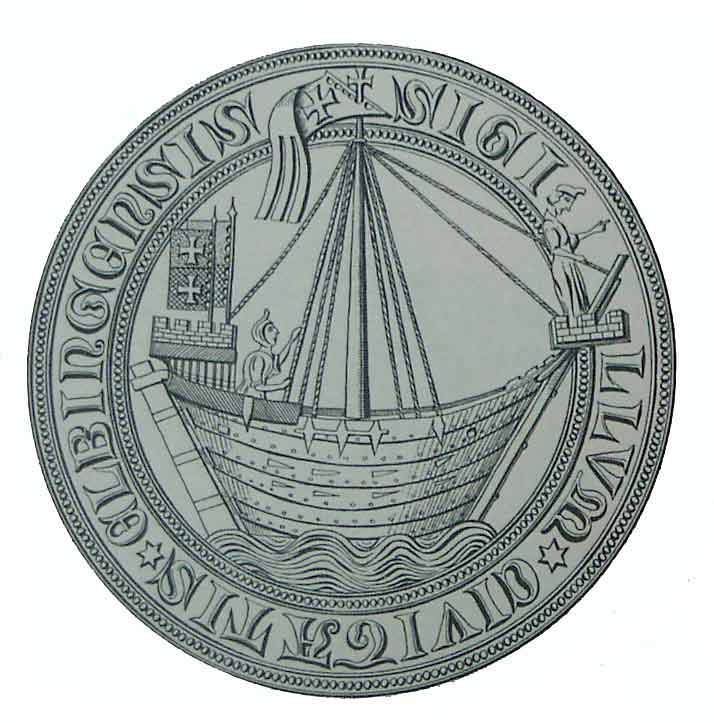
1350年以降に用いられたエルビング市の紋章、Sigillum civitatis Elbingensis

1246年、町は中央ヨーロッパ他都市で一般的であった都市法マクデブルク法 (Magdeburg rights) の代わりに、海事の慣例法であるリューベック法のもとで法令が授けられた。これは騎士団の決定が、貿易連合を支持する全般的な策略を保っていたということであり、1358年にはこれがハンザ同盟となった。騎士団はこの団体の初期に団体そのものを占有し、バルト海全体を騎士団の基盤とするために利用した。同盟内での騎士団の困難は幾分か矛盾に満ちていた。どんな都市でも彼らは最高の権力者であり、典型的に刑務所として用いられる砦を本拠とする町の総司令官であった。リューベック法は一方で、町に自治権を提供していたのである。
ハンザ同盟の構成都市であることは、イングランド、フランドル、フランス、そしてネーデルラントとの重要な貿易の接触を意味した。市は数多くの商人特権をイングランド、ポーランド、ポメラニア、そしてドイツ騎士団から授けられていた。たとえば、旧市街の特権（ドイツ語: Altstadt、ポーランド語: Stare Miasto）は1343年に昇格し、1393年には穀物、金属加工、材木の市場特権として授けられた。
砦と教会を除くと、当時のエルビングは現代の基準に照らせば小さな村に等しかった。その面積は300平方メートルから500平方メートルほどであった。波止場、市場、そして5本の通り、教会を売り物にしていた。城が完成したのは1251年である。1288年、大火によって煉瓦造りの教会を除く定住地全体が破壊された。その直後に、新たな円形の城壁が建てられ始めた。1315年から1340年、エルブロンクが再建された。分離した定住地は新市街（ドイツ語: Neustadt）と呼ばれ、1337年ごろに建てられ、1347年にはリューベック法を受けた。1349年、ヨーロッパでのペスト大流行が終わりにさしかかったころ、ペスト流行が市を打ちのめした。人口が増加し始めた後に、都市の再建が進められた。1364年、クレーンが港湾を建設した。
ドイツ語の本『エルビンガー・レヒツブーフ』（Elbinger Rechtsbuch）がエルビングで書かれた。これは、プロイセンが初めてポーランドの慣習法を記載したものである。ドイツ語で書かれたポーランドの法律はザクセンシュピーゲルを基礎としており、判決を助けるために書き下ろされた。これはポーランドの慣習法としては最古の文献で、これはポーランド人の間ではKsięga Elbląska（エルビングの本）と呼ばれた。これは13世紀半ばに書かれた。

### ポーランド王国

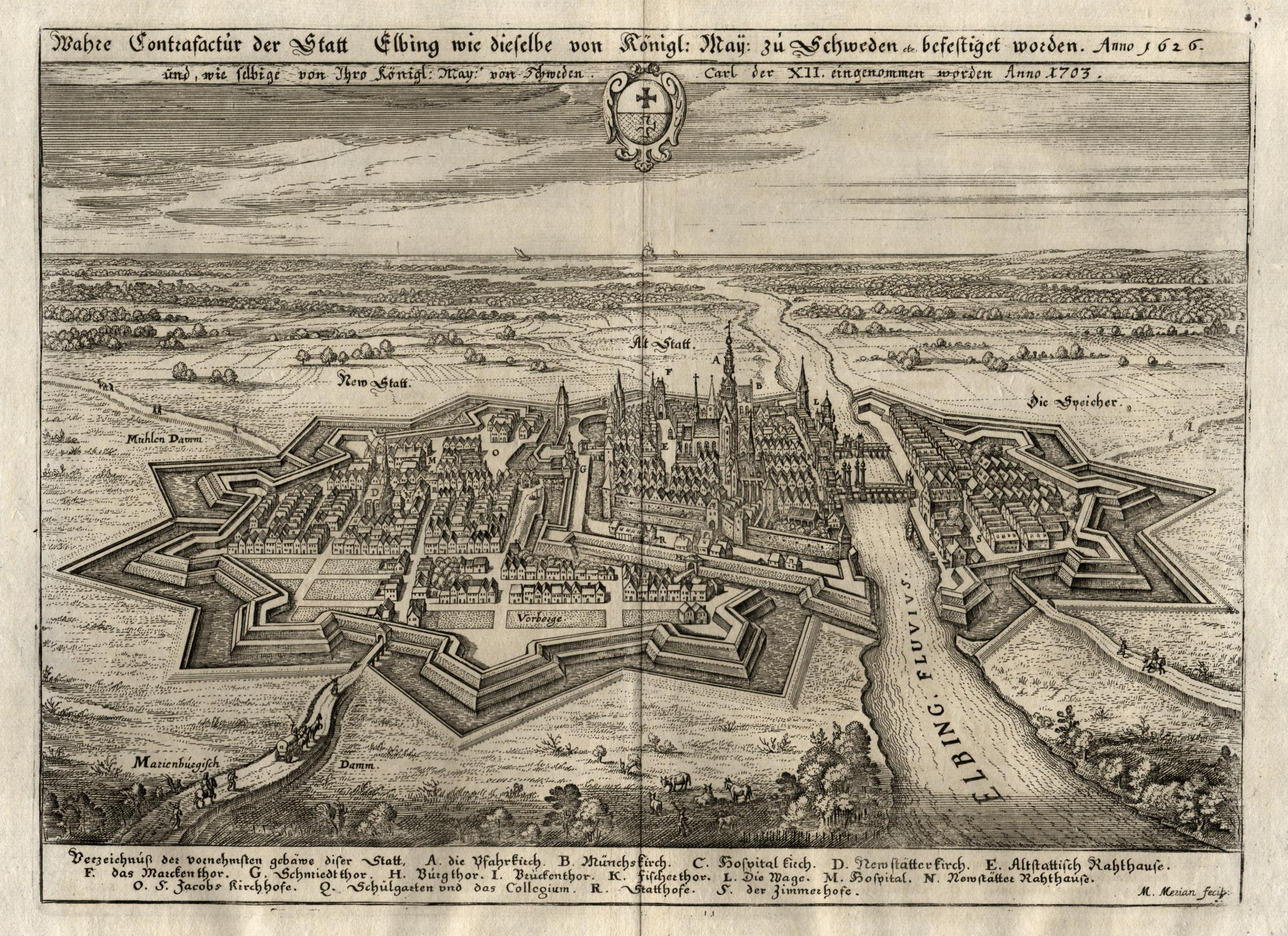
17世紀のエルブロンク

1440年、西プロイセンと東プロイセンの町がいくつか集まって、プロイセン連合を結成した。これは1454年にドイツ騎士団支配に対するプロイセン反乱を率いた。自治都市住民らは騎士団の城を破壊した。連合はポーランド王カジミェシュ4世の支援を依頼した。カジミェシュがその後プロイセンを要求したことが、十三年戦争のきっかけとなった。
プロイセン諸都市とポーランド王のドイツ騎士団に対する勝利が確定後、エルビングは1466年の第二次トルニ条約において、ポーランド王の宗主権のもとで王領プロイセンの自治県の一部となった。市はそのポーランド語名エルブロンクとして知られるようになった。1569年にポーランド＝リトアニア共和国が成立すると、市はポーランド王の直接統治を受けるようになった。
16世紀の宗教改革では、自治都市住民はプロテスタントとなり、1535年には最初のプロテスタントのギムナジウムがエルブロンクに開校した。
1579年から、エルブロンクは自由貿易を行うことで一致したイングランドとの密接な通商関係を保つようになった。イングランド人、スコットランド人、アイルランド人の商人たちがエルブロンクへ移住した。彼らはエルブロンクにスコットランド長老派教会をつくり、エルブロンク市民となり、三十年戦争ではプロテスタントのスウェーデン帝国を支援した。近郊のダンツィヒ（現在のグダンスク）との競争が幾度も通商のつながりを中断した。1618年から、エルブロンクはその密接なイングランドとのビジネス上の取引によって、ハンザ同盟を脱退した。
当時の有名なエルブロンク住民には、エルブロンク生まれの外交官ハンス・フォン・ボデック (Hans von Bodeck) と博学者ザムエル・ハルトリープ (Samuel Hartlib) が含まれる。十三年戦争の間、スウェーデン宰相アクセル・オクセンシェルナは、モラヴィア兄弟団に属するプロテスタントであったコメニウスをエルブロンクで6年間（1642年-1648年）かくまった。1642年、ヨハン・エッカルトとともに作曲をしたヨハン・シュトベウスは福音派のプロイセンの歌のひとつ Preussische Fest-Lieder を出版した。1646年、市の記録者ダニエル・バルホルツは、市議会が Bernsteindreher または Paternostermacher という、ライセンスを持つ琥珀加工の職人を雇ったと記した。彼らは祈祷用のビーズ、ロザリオ、その他の琥珀の加工品を作った。バルホルツ家からは、市長や議員となる者がいた。
三十年戦争中、ヴィストゥラ潟はスウェーデン王グスタフ2世アドルフの南バルト海での主要基地であった。グスタフ・アドルフはプロテスタント側の擁護者として讃えられた。1660年から、ヴィストゥラ潟はブランデンブルク選帝侯フリードリヒ・ヴィルヘルムの手に渡ったが、1700年に返還された。
詩人クリスチャン・ヴェルニッケ (Christian Wernicke) は、1661年にエルブロンクで生まれた。哲学者ゴットフリート・アヒェンヴァル (Gottfried Achenwall) が人権と自然法によるその教育法で名を馳せた時期であった。エルブロンクは1700年から1710年にかけ、スウェーデン軍に占領された。1709年に市は包囲された。1710年2月にはプロイセン軍の支援を受けたロシア帝国軍によって攻められた。1712年に、ポーランド王アウグスト2世へエルブロンクは引き渡された。
神聖ローマ帝国の地図制作者ヨハン・フリードリヒ・アンデルシュは、1755年にヴァルミア（Warmia、ドイツ語: Karte des Ermlandes）の地図を完成させた。そして、エルブロンク市（ドイツ語: Die Stadt Elbing）と名付けられた銅製エッチング画のゲラも作った。
1734年のポーランド継承戦争では、エルブロンクとグダンスクはロシア帝国とザクセン選帝侯の軍事支配下にあった。町は七年戦争の最中の1758年から1762年に再度ロシアに占領された。

### ホーエンツォレルン家のプロイセン

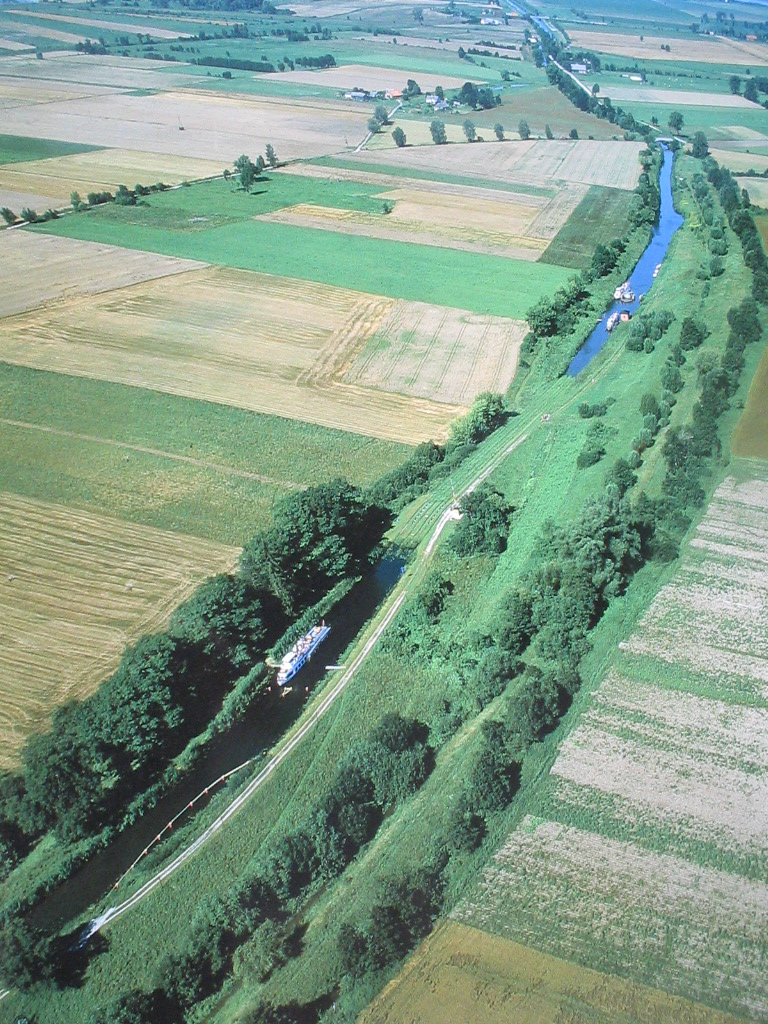
エルブロンク運河

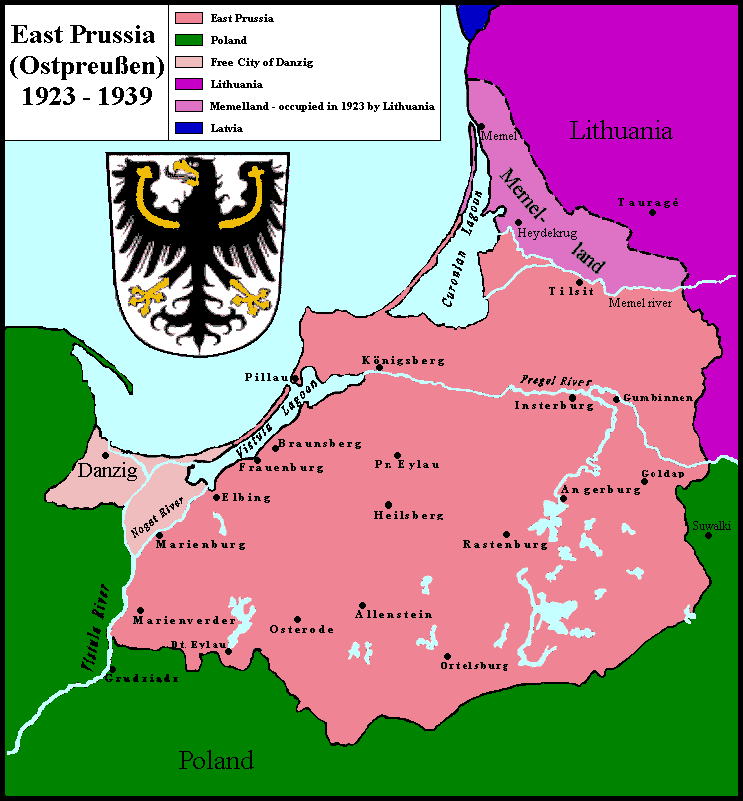
1923年から1939年の間の東プロイセン

1772年の第一次ポーランド分割の間、エルブロンクはプロイセン王フリードリヒ2世によって併合された。エルビングは、1773年にできた州である西プロイセン (West Prussia) の一部となった。1815年にはナポレオン戦争に伴い州の再編がなされ、エルビングとその後背地は西プロイセンのダンツィヒ行政管区に含まれた。
エルビングの産業化はベルリンにいるホーエンツォレルン家の宗主権のもとで進められた。1828年、最初の蒸気船がイグナーツ・グルーナウによってでつくられた。1837年、フェルディナント・シハウがエルビングで造船会社F. Schichauを始めた（後にダンツィヒでも別の造船所を経営した）。シハウはドイツ初のスクリュー船ボルシア号を建造した。F. Schichau社は水理学に基づく機械、船、蒸気エンジン、魚雷を作った。1853年にケーニヒスベルク（現カリーニングラード）への鉄道が敷かれた後、エルビングの産業が成長を始めた。シハウは義理の息子であるカール・H・ツィーゼとともに働き、ツィーゼはシハウの死後に工業複合製造を続けた。シハウは、数千人いる社員のために広大な施設を建てた。
ゲオルク・シュテーンケ (Georg Steenke) はケーニヒスベルク出身の技師で、エルビング運河の建設によってバルト海近郊のプロイセン南部とエルビングとをつないだ。
エルビングは1871年のドイツ統一で、プロイセンを継承したドイツ帝国の一部となった。工業都市となったエルビングは、ドイツ社会民主党（SPD）がしばしば選挙で過半数を占めた。1912年の国会選挙投票では、SPDが得票の51％を獲得した。第一次世界大戦後、西プロイセンのほとんどがポーランド第二次共和制の一部となった。エルビングはドイツ領の東プロイセンに加わり、ポーランド回廊によって本国ヴァイマル共和国から切り離された。
モルモン教徒が、キルヒェンビューヒャー（Kirchenbücher）におけるエルビング市民の教会記録を写真フィルムに収め始めた。記録は1577年から1890年までの日付が利用できる。

### ナチス時代

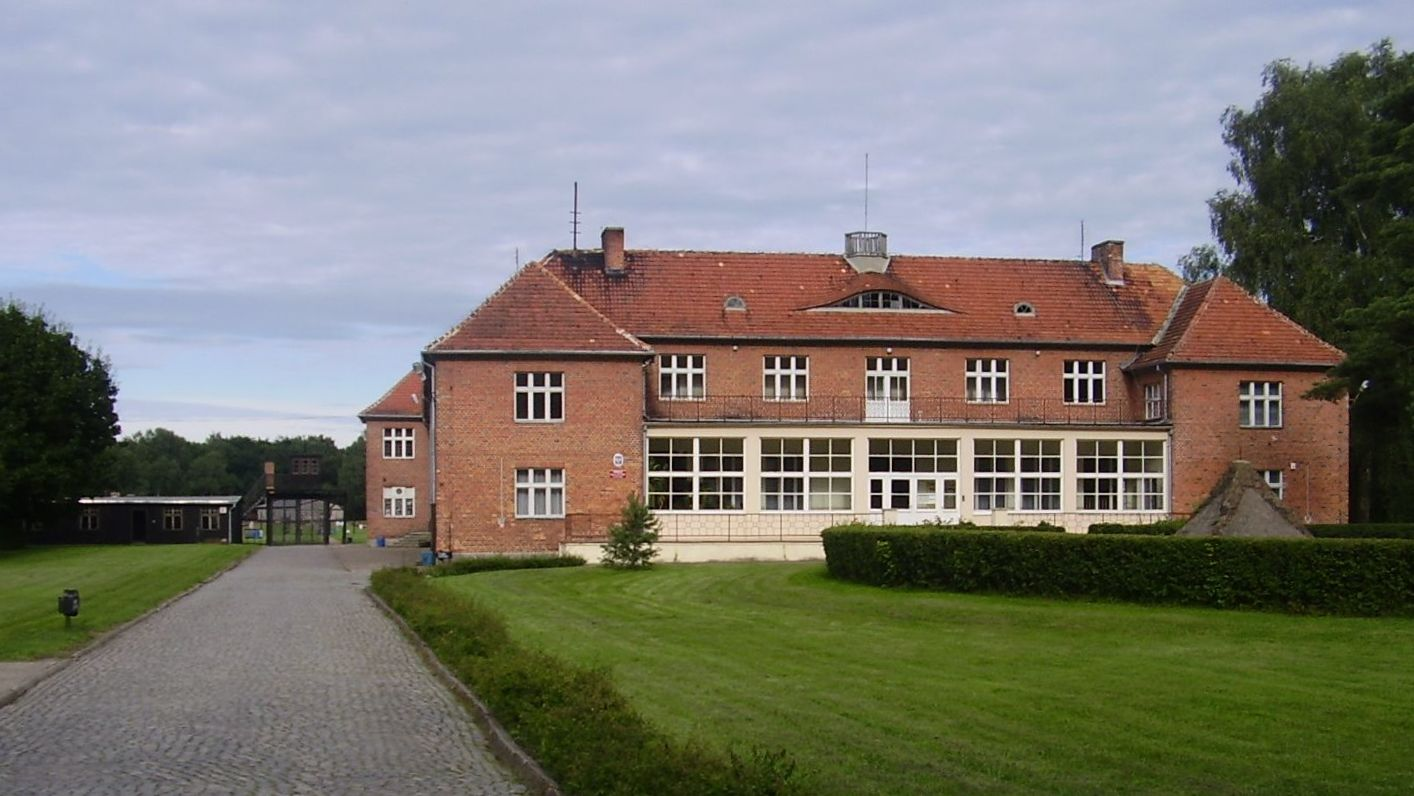
シュトゥットホーフ強制収容所。現在はポーランドのSztutowo村にあるが、当時は自由都市ダンツィヒの一部であった。

1933年から1945年までのナチス・ドイツ時代、ナチスはエルビング市民の多くから歓迎されていた。シュトゥットホーフ強制収容所の3つの準収容所が市の近郊にあった。しかし、東方から追撃するソビエト赤軍がエルビングへ接近する前に、エルビングで暮らしていたドイツ系住民らの大多数が逃亡した（東プロイセン撤収、Evacuation of East Prussia）ため、前述の収容所はすぐに閉鎖された。1945年2月の包囲戦の間、市の旧市街の大部分を含む市のインフラストラクチャーの65％が破壊された。帰還したか留まっていたドイツ系住民のほとんど全員が、ソビエトによる市の併合によって生じたドイツ人追放で市から追放された。1945年春にエルビングはポーランドへ割譲された。ポツダム会談による西側連合国の満場一致を得たスターリンがこれを決定した。

### 1945年以後
民族浄化の後、残留していたドイツ系住民はソビエトによってシベリアの強制労働収容所へ追放された。市は人口が激減し、この時よりポーランド語名のエルブロンクが広く知られるようになった。新たな住民の98％がポーランド人で、彼らはソビエトに併合された旧ポーランド領から逃げてきた人々 (Polish areas annexed by the Soviet Union) か、ポーランド中央部の人口過剰な村落からやってきたポーランド人農民であった。損害を受けた旧市街の一部は完全に放棄された。残骸からレンガが持ち去られ、ワルシャワやグダンスクの復興に使われた。ポーランド人民共和国当局が、1945年に徹底的に破壊されていた旧市街の中に集合住宅を建てる計画を練った。しかし、経済的な困難からこの計画は中止された。2軒の教会建築は再建され、旧市街の残骸は1960年代にとり除かれた。
エルブロンクは、トロミャスト（Trójmiasto、グダンスク、グディニャ、ソポトの3都市からなる都市圏）、シュチェチンとともに、1970年のバルト沿岸都市で起きた暴動のひとつが見られた。1990年から、少数派のドイツ人住民集団エルビンガー・ミンダーハイト（Elbinger Minderheit）の出現があった。彼らはおよそ100人から構成されている。
旧市街の復元は1989年のポーランドの民主化とほぼ同時に始まった。復元が始まったとき、資料収集のための広範囲な考古学プログラムが遂行された。市の歴史遺産のほとんどが19世紀の基底部建設で破壊されたか、第二次世界大戦で破壊されていた。しかし、裏庭とトイレのある家は変わることはなく、市の歴史の情報を伝えている。私的投資家らが、新たな建築に利用するため保存されていた石造物の一部を誤って混ぜた事件もあったが、2006年の時点において旧市街の約75％が元通りに再建されている。市の博物館は断片的に残された多くの芸術品、そして日用品（ヨーロッパ唯一の15世紀の双眼鏡を含む）などを収めている。
エルブロンクとバルト海を結ぶ運河構想は16世紀からあり、2006年に保守政党「法と正義」が提案した。その後、ロシアはウクライナへの軍事介入など旧ソ連圏への勢力拡大政策を進めてポーランドは対ロシア警戒を強め、自国領内に運河を建設した。開通式典の9月17日はソビエト連邦によるポーランド侵攻の日であり、ポーランドの大統領アンジェイ・ドゥダは「愛国者にとって大勝利」、ポーランドの首相マテウシュ・モラヴィエツキは「ロシア依存の一つから今日、脱却する」と語った。

## 観光
第二次世界大戦までは、エルブロンク旧市街には多くのゴシック様式、ルネサンス様式、バロック様式の建物があった。それらの一部は再建された。その他に保存されている建物は以下のものである。
- 聖ミコワヤ教会 - 13世紀のゴシック様式教会。教会は1992年以後のもので、以前は小教区教会であった。18世紀終わりの大火で損傷し、第二次世界大戦で破壊された。現在の聖ミコワヤ教会は再建されたものである。
- 市門（Brama Targowa） - 1319年に建てられた。
- 聖母教会 - かつてはドミニコ会の教会で13世紀に建てられた。14世紀と16世紀に再建された。第二次世界大戦で破壊され、1961年に美術館として再建された。回廊の一部が保存されている。
- 聖霊病院付属教会 - 14世紀。

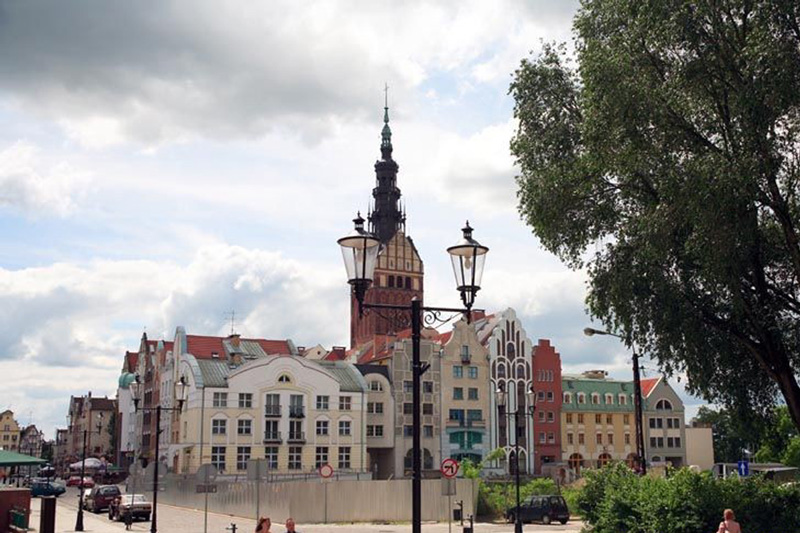
聖ミコワヤ教会
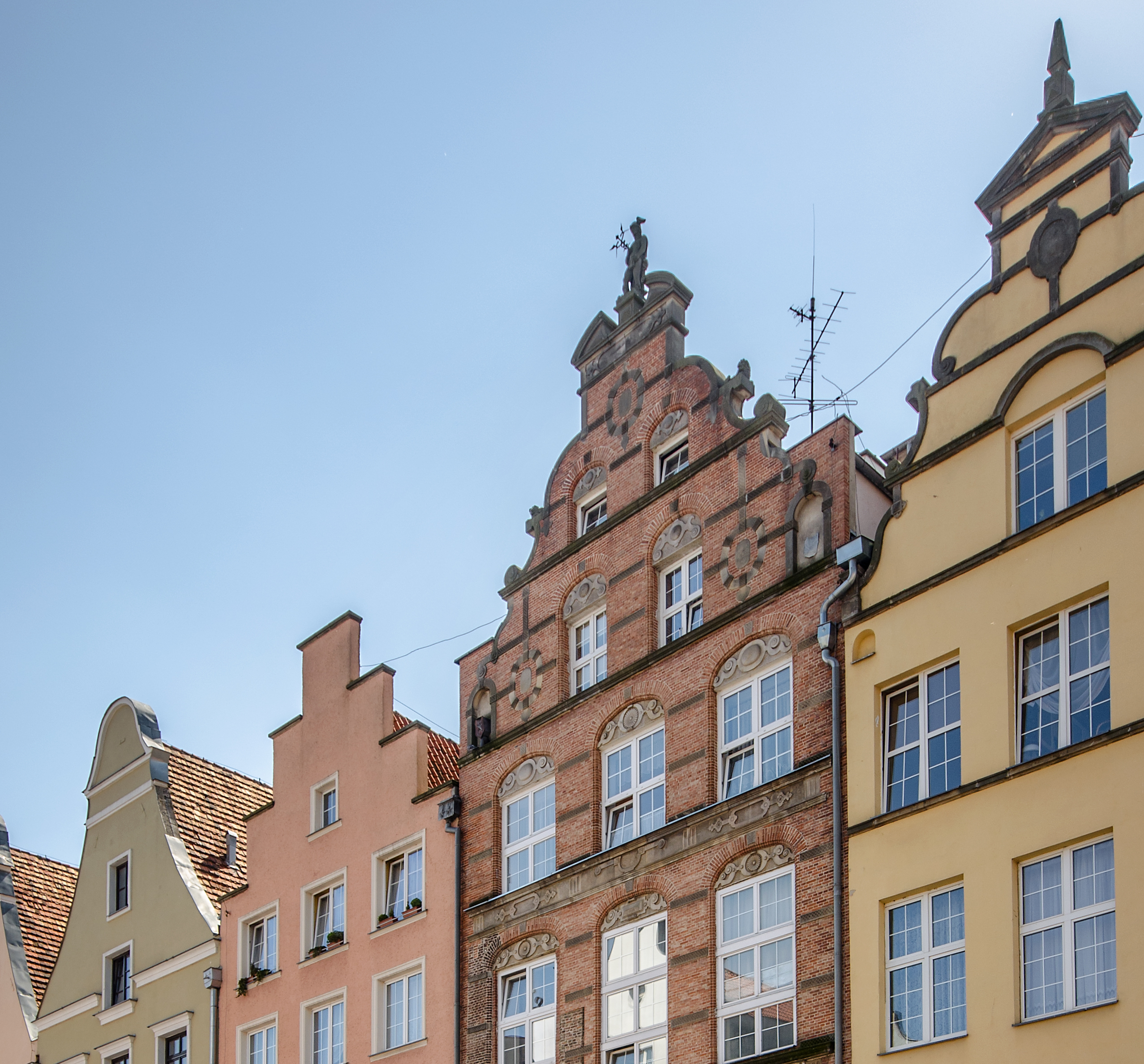
旧市街にある再建された建物
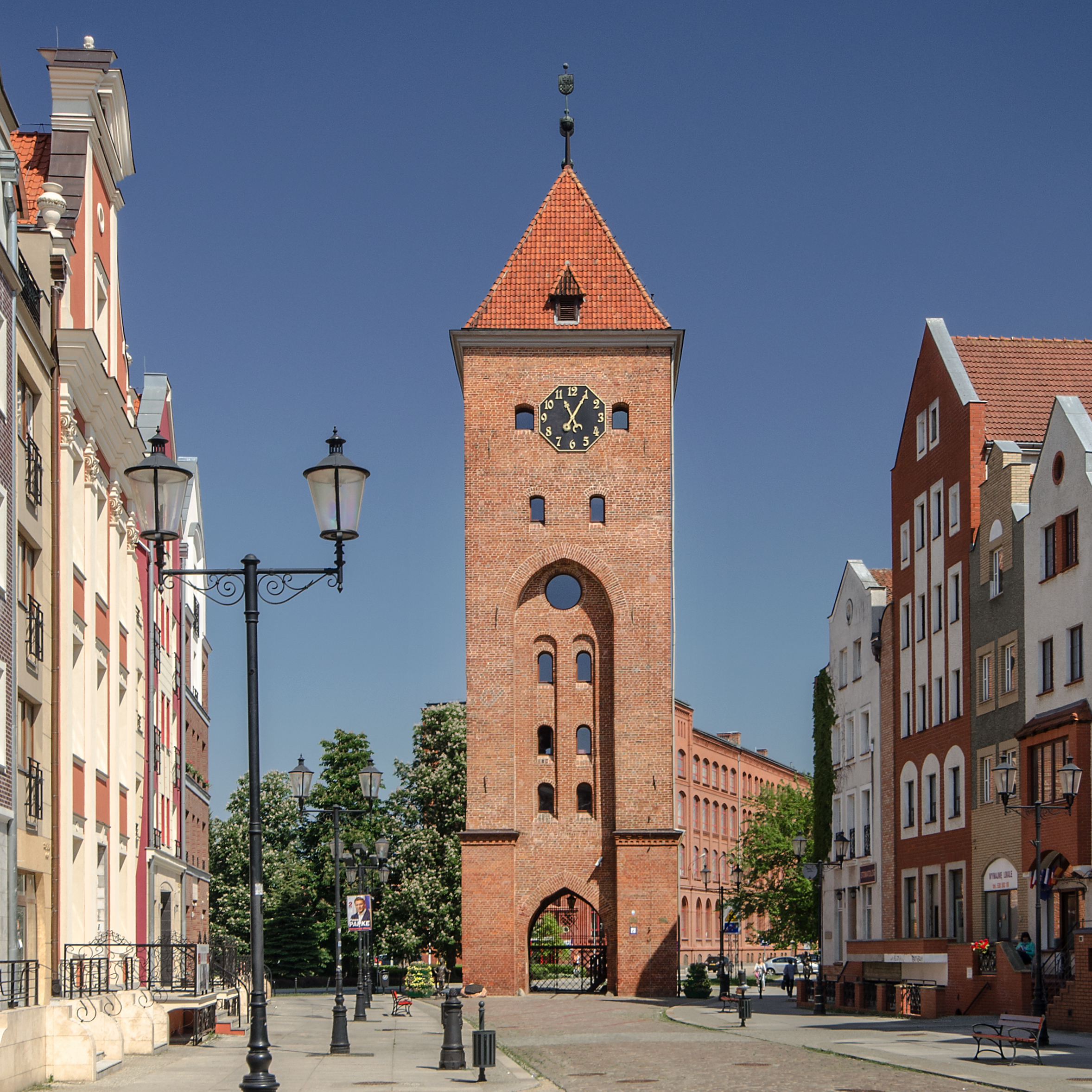
旧市街の市場門

## 政治

### エルブロンク選挙区
エルブロンク選挙区から選ばれた国会（セイム）議員。
- Jan Antochowski, SLD-UP
- Danuta Ciborowska, SLD-UP
- Witold Gintowt-Dziewałtowski, SLD-UP
- Stanisław Gorczyca, PO
- Jerzy Müller, SLD-UP
- Adam Ołdakowski, SRP
- Andrzej Umiński, SLD-UP
- Stanisław Żelichowski, PSL

### 姉妹都市
- ドイツ レーア
- ロシア カリーニングラードおよびバルチースク
- スウェーデン ロネビュー（英語版）
- リトアニア ドルスキニンカイ
- ラトビア リエパヤ
- ベラルーシ ナヴァフルダク
- ポーランド ノヴィ・ソンチ

- ウクライナ テルノーピリ
- フランス コンピエーニュ
- イギリス トロウブリッジ（英語版）およびリヴァプール
- チリ コキンボ
- 中華人民共和国 宝鶏市
- 中華民国 台南市
- エストニア ナルヴァ
- フランス コンピエーニュ[17]

## 参照
1. ↑  “Local Data Bank”.   Statistics Poland. 2022年8月2日閲覧。 Data for territorial unit 2861011.
2. 1 2 3 4 5 6  “（ウクライナ侵攻の現場から：１２）脱ロシア、運河を開いたポーランド”. 朝日新聞デジタル (2023年1月18日). 2023年1月18日閲覧。
3. ↑  According to the Elbląg museum
4. ↑  REGIONAL GLACIATION OF SOUTHERN & EASTERN BALTIC, Emporia State University Lecture #14, by James S. Aber.
5. ↑  Port Elbląg, site maintained by Polfracht Shipping Agency Ltd.
6. ↑  “Promedios y totales mensuales”. 2021年10月29日閲覧。
7. ↑  Elbląg, in: Kazimierz Rymut, Nazwy Miast Polski, Ossolineum, Wrocław 1987
8. ↑  Hubert Gurnowicz, Elbląg, in: Nazwy miast Pomorza Gdańskiego, Ossolineum, Wrocław 1978
9. ↑  3.14
10. ↑  3.15
11. ↑  Notes on the passage. Medieval Latin often used e for ae: Pogesanie for Pogesaniae, que for quae, etc. Recens mare is "the fresh-water sea". Castrum is citadel, not yet of brick.
12. ↑  https://books.google.com/books?lr=&as_brr=0&q=%22Elbinger+Rechtsbuch%22&btnG=Search+Books
13. ↑  https://books.google.co.jp/books?id=8NYNAAAAYAAJ&pg=PA337&dq=elbing+vocabular&redir_esc=y&hl=ja#PPA337,M1
14. ↑  Towarzystwo Naukowe Warszawskie: The Journal of Juristic Papyrology, 1946
15. ↑  （ドイツ語） Book: Merian-Chronik, Cöln 1737/8: Elbingische Geschichte Zu gleicher Zeit Danzigs Belagerung 1734... Ordentliches Tage-Register von den Unternehmungen der Russen und Sachsen by der Belagerung der Stadt Dantzig. Nachricht, Wie viele Personen das 1734te Jahr durch in der Stadt Dantzig getauffet/verehelichet und begraben worden...
16. ↑  de Zayas, Alfred-Maurice: A Terrible Revenge: The Ethnic Cleansing of the Eastern European Germans 1944-1950, New York: St. Martin's Press, 1994
17. ↑  “Villes jumelées” (フランス語). コンピエーニュ. 2024年2月9日閲覧。